# العلاقات الهندية الجنوب إفريقية
العلاقات الهندية الجنوب أفريقية هي العلاقات الثنائية التي تجمع بين الهند وجنوب أفريقيا.

## مقارنة بين البلدين
هذه مقارنة عامة ومرجعية للدولتين:
| وجه المقارنة                                              | الهند                       | جنوب أفريقيا |
| --------------------------------------------------------- | --------------------------- | --- |
| المساحة (كم2)                                             | 3.29 مليون                  | 1.22 مليون |
| عدد السكان (نسمة)                                         | 1.35 مليار                  | 57.73 مليون |
| الكثافة السكانية (ن./كم²)                                 | 410.33                      | 47.32 |
| العاصمة                                                   | نيودلهي                     | بريتوريا، بلومفونتين، كيب تاون |
| اللغة الرسمية                                             | اللغة الهندية، لغة إنجليزية | لغة إنجليزية، اللغة الأفريقانية، اللغة النديبلي الجنوبية، اللغة السوثو الشمالية، اللغة السوتية، لغة سوازي، اللغة التسونجا، اللغة التسوانية، اللغة الفيندية، اللغة الكوسية، اللغة الزولوية |
| العملة                                                    | روبية هندية                 | راند جنوب أفريقي |
| الناتج المحلي الإجمالي (بليون دولار)                      | 2.60 تريليون                | 349.42 مليار |
| الناتج المحلي الإجمالي (تعادل القوة الشرائية) بليون دولار | 8.00 تريليون                | 725.91 مليار |
| الناتج المحلي الإجمالي الاسمي للفرد دولار أمريكي          | 1.60 ألف                    | 5.72 ألف |
| الناتج المحلي الإجمالي للفرد دولار أمريكي                 | 5.70 ألف                    | 13.05 ألف |
| مؤشر التنمية البشرية                                      | 0.609                       | 0.666 |
| رمز المكالمات الدولي                                      | +91                         | +27 |
| رمز الإنترنت                                              | .in، .भारत ‏، .بھارت ‏،        | .za |
| المنطقة الزمنية                                           | ت ع م+05:30، توقيت الهند    | ت ع م+02:00، أفريقيا/جوهانسبرغ ‏ |

## مدن متوأمة
في ما يلي قائمة باتفاقيات التوأمة بين مدن هندية وجنوب أفريقية:
- ترتبط بونه مع كيب تاون باتفاقية توأمة منذ 19 يناير 2006.

## منظمات دولية مشتركة
يشترك البلدان في عضوية مجموعة من المنظمات الدولية، منها:
| علم المنظمة | اسم المنظمة                        | تاريخ انضمام الهند | تاريخ انضمام جنوب أفريقيا |
| ----------- | ---------------------------------- | ------------------ | ------------------------- |
|             | مجموعة العشرين                     | ?                  | ?                         |
|             | منظمة التجارة العالمية             | 1995               | 1995                      |
|             | الاتحاد البريدي العالمي            | ?                  | ?                         |
|             | دول الكومنولث                      | 15 أغسطس 1947      | 11 ديسمبر 1931            |
|             | يونسكو                             | 4 نوفمبر 1946      | 4 نوفمبر 1946             |
|             | الفريق المعني برصد الأرض           | ?                  | ?                         |
|             | مؤسسة التمويل الدولية              | 20 يوليو 1956      | 3 أبريل 1957              |
|             | منظمة حظر الأسلحة الكيميائية       | ?                  | ?                         |
|             | مؤسسة التنمية الدولية              | 24 سبتمبر 1960     | 12 أكتوبر 1960            |
|             | نظام تحكم تكنولوجيا القذائف        | 2016               | 1995                      |
|             | وكالة ضمان الاستثمار متعدد الأطراف | 6 يناير 1994       | 10 مارس 1994              |
|             | الاتحاد الدولي للاتصالات           | 1869               | 1910                      |
|             | منظمة الشرطة الجنائية الدولية      | ?                  | ?                         |
|             | الأمم المتحدة                      | 30 أكتوبر 1945     | 7 نوفمبر 1945             |
|             | البنك الدولي للإنشاء والتعمير      | 27 ديسمبر 1945     | 27 ديسمبر 1945            |
|             | المنظمة الهيدروغرافية الدولية      | ?                  | ?                         |
|             | البنك الإفريقي للتنمية             | ?                  | ?                         |
|             | بريكس                              | ?                  | 24 ديسمبر 2010            |

## أعلام
هذه قائمة لبعض الشخصيات التي تربطها علاقات بالبلدين:
- أحمد ديدات (داعية وواعظ و محاضر ومناظر إسلامي، 1 يوليو 1918 – 8 أغسطس 2005)
- أحمد كاثرادا (سياسي جنوب أفريقي، 21 أغسطس 1929[21] – 28 مارس 2017[22])
- أدهير كاليان (ممثل جنوب أفريقي، 4 أغسطس 1983 – )
- أمينة ديساي (1920 – 10 يونيو 2009)
- أمينة كاشاليا (سياسية جنوب أفريقية، 28 يونيو 1930 – 31 يناير 2013)
- إبراهيم باتل (سياسي جنوب أفريقي، 1962 – )
- بيلي ناير (سياسي جنوب أفريقي، 27 نوفمبر 1929 – 23 أكتوبر 2008)
- روبين فيليب (قس جنوب أفريقي، 1948 – )
- زين بيكا (9 أغسطس 1974 – )
- شاشي نايدو (4 نوفمبر 1980 – )
- فاطمة مير (12 أغسطس 1928[23] – 12 مارس 2010[23][24])
- لوثير سينغ (لاعب كرة قدم جنوب أفريقي، 5 أغسطس 1997[25] – )
- ليزلي ان براندت (2 ديسمبر 1981 – )
- نافانيثيم بيلاي (23 سبتمبر 1941 – )
- هنود جنوب أفريقيا

## وصلات خارجية
- موقع وزارة الخارجية الهندية
- موقع وزارة الخارجية الجنوب أفريقية